# Pordim
Pordim (Bulgaars: Пордим) is een klein stadje in het noorden van Bulgarije in de  oblast Pleven, dicht bij de stad  Pleven. Op 31 december 2018 telde het stadje Pordim 1.810 inwoners, terwijl de gemeente Pordim, waarbij ook de omliggende 7 dorpen bij worden opgeteld, 5.460 inwoners had. 

## Geschiedenis
De eerste telefoonverbinding in Bulgarije is ontstaan in de huidige stad Pordim. Dit gebeurde in 1877 tijdens de Russisch-Turkse oorlog bij het beleg van Pleven. De verbinding werd gelegd tussen koning  Carol I van het  Roemeense leger en prins  Nicolaas Nikolajevitsj van het  Russische leger. Tegenwoordig zijn de huizen van deze staatshoofden musea. 
Ter gelegenheid van de honderdste jaar van de bevrijding, op 13 januari 1978, is Pordim officieel tot stad uitgeroepen. 